# Парахневич, Владимир Алексеевич
Парахневич Владимир Алексеевич (18 января 1918 — 28 июля 1980) — Герой Советского Союза, командир диверсионной группы 539-го партизанского отряда 9-й партизанской бригады имени С. М. Кирова Могилёвской области

## Биография

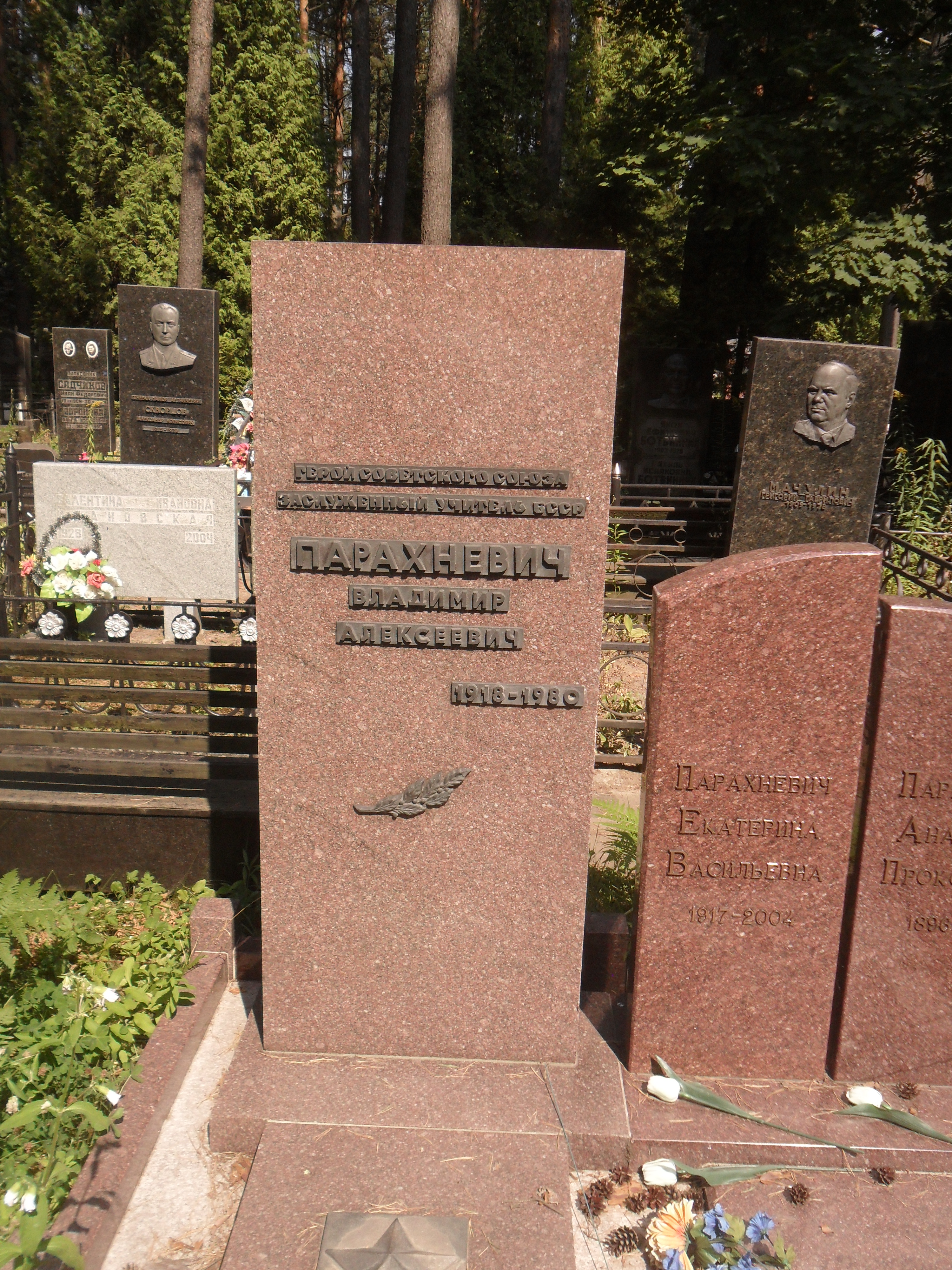
Могила Парахневича на Восточном кладбище Минска

Парахневич Владимир Алексеевич родился в деревне Авсимовичи ныне Бобруйского района Могилёвской области в 1918 году в крестьянской семье.
По окончании начальной школы в деревне Воротынь вместе с родителями переехал на жительство в город Бобруйск. В 1933 году окончил ФЗУ, 1935 году — педрабфак. В 1940 году окончил Белорусский государственный университет.
В 1940—1941 годах Владимир Алексеевич работает учителем средней школы в д. Рогово Заславского района Минской области.
Участник Великой Отечественной войны с августа 1941 года. До июля 1942 года принимал участие в работе подпольной группы Воротынского сельсовета Бобруйского района, с июля 1942 года — партизан 537-го отряда, затем командир диверсионной группы партизанского отряда, который действовал на территории Кировского района. Его группа работала на участке железной дороги Бобруйск — Жлобин. С риском для жизни собственноручно добывал тол для фугасов из неразорвавшихся боеприпасов для диверсий на железной дороге. Диверсионная группа под командованием В. А. Парахневича пустила под откос 21 вражеский эшелон, в которых разбито 2 танка, 23 автомашины, 20 паровозов, 97 вагонов с боеприпасами, снаряжением.
С ноября 1943 года — политрук роты 539-го партизанского отряда, а с июля 1944 года — комиссар 102-го отряда 9-й партизанской бригады имени С. М. Кирова.
За доблесть и мужество, проявленные в борьбе с фашистскими оккупантами, Парахневичу Владимиру Алексеевичу Указом Президиума Верховного Совета СССР от 15 августа 1944 года присвоено звание Героя Советского Союза.
После войны капитан В. А. Парахневич уволился в запас. Перешёл на педагогическую работу — директором школы № 21 города Минска. Удостоен звания «Заслуженный учитель школы Белорусской ССР» в 1965 году. Жил в Минске. Умер 28 июля 1980 года. Похоронен на Восточном кладбище в Минске. Его именем названа улица в родной деревне и в городе Минске.

## Награды и звания
- Медаль «Золотая Звезда» Героя Советского Союза № 4447 (15.08.1944).
- Орден Ленина.
- Орден Октябрьской Революции.
- Орден Трудового Красного Знамени.
- Орден Красной Звезды.
- Медали.
- Заслуженный учитель школы Белорусской ССР (24.08.1965)[1].

## Книги
- Огненные вихри
- сборник задач по геометрии 8-10 классов средней школы
- сборник задач по тригонометрическим функциям